# Świecko
Świecko (prononciation : [ˈɕfʲɛt͡skɔ] ; en allemand : Schwetig) est un village polonais de la gmina de Słubice dans le powiat de Słubice de la voïvodie de Lubusz dans l'Ouest du pays.

## Géographie

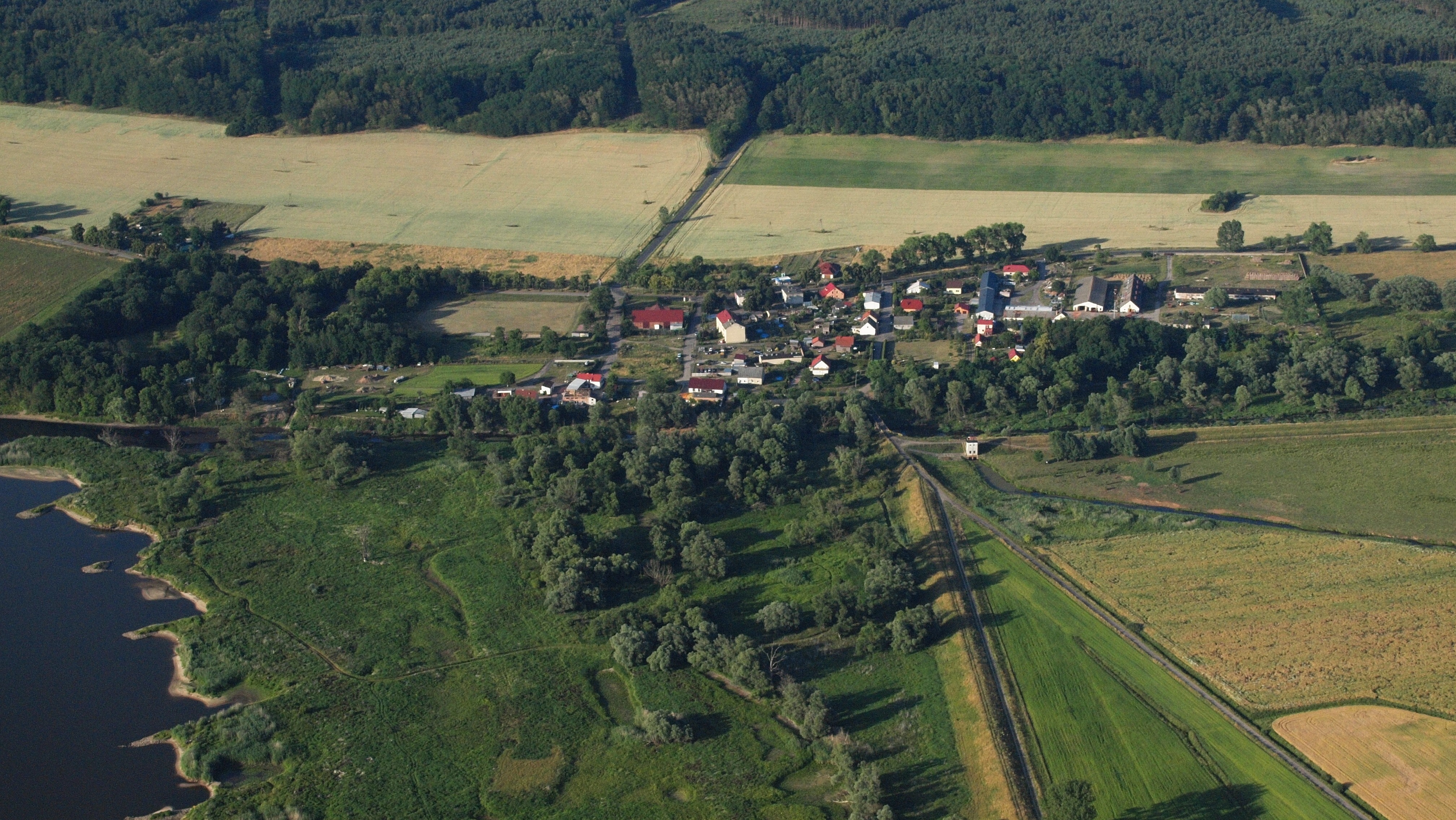
Vue aérienne.

Le village se trouve dans la région historique du pays de Lubusz, sur la rive droite de l'Oder qui constitue la frontière avec l'Allemagne. Il est situé à environ 6 km au sud de Słubice (siège de la gmina et du powiat), 66 km au sud-ouest de Gorzów Wielkopolski (capitale de la voïvodie) et 74 km au nord-ouest de Zielona Góra (siège de la diétine régionale).
L'autoroute A2, une partie de la route européenne 30, passe au nord du village.

## Histoire
Après que le pays de Lubusz a été cédé aux margraves de Brandebourg (Nouvelle-Marche), le domaine de Sweyt est acheté par la municipalité de Francfort-sur-l'Oder en 1354. À ce temps, le village forme avec Kunersdorf, Kunitz, Reipzig et Trettin une seigneurie détenue par les citoyens. En 1477, la région fut dévastée par les troupes du duc silésien Jean II de Żagań au cours d'une expédition militaire contre l'électeur Albert III Achille de Brandebourg.
Durant la guerre de Sept Ans, au cours de la bataille de Kunersdorf en 1759, le village fut incendié par les troupes russes. Après la réforme administrative du royaume de Prusse en 1815, Schwetig entre dans l'arrondissement de Sternberg-en-Nouvelle-Marche, qui est divisé ensuite, et elle fait partie de l'arrondissement de Sternberg-Ouest qui est lui-même partie du district de Francfort-sur-l'Oder au sein de la province de Brandebourg.

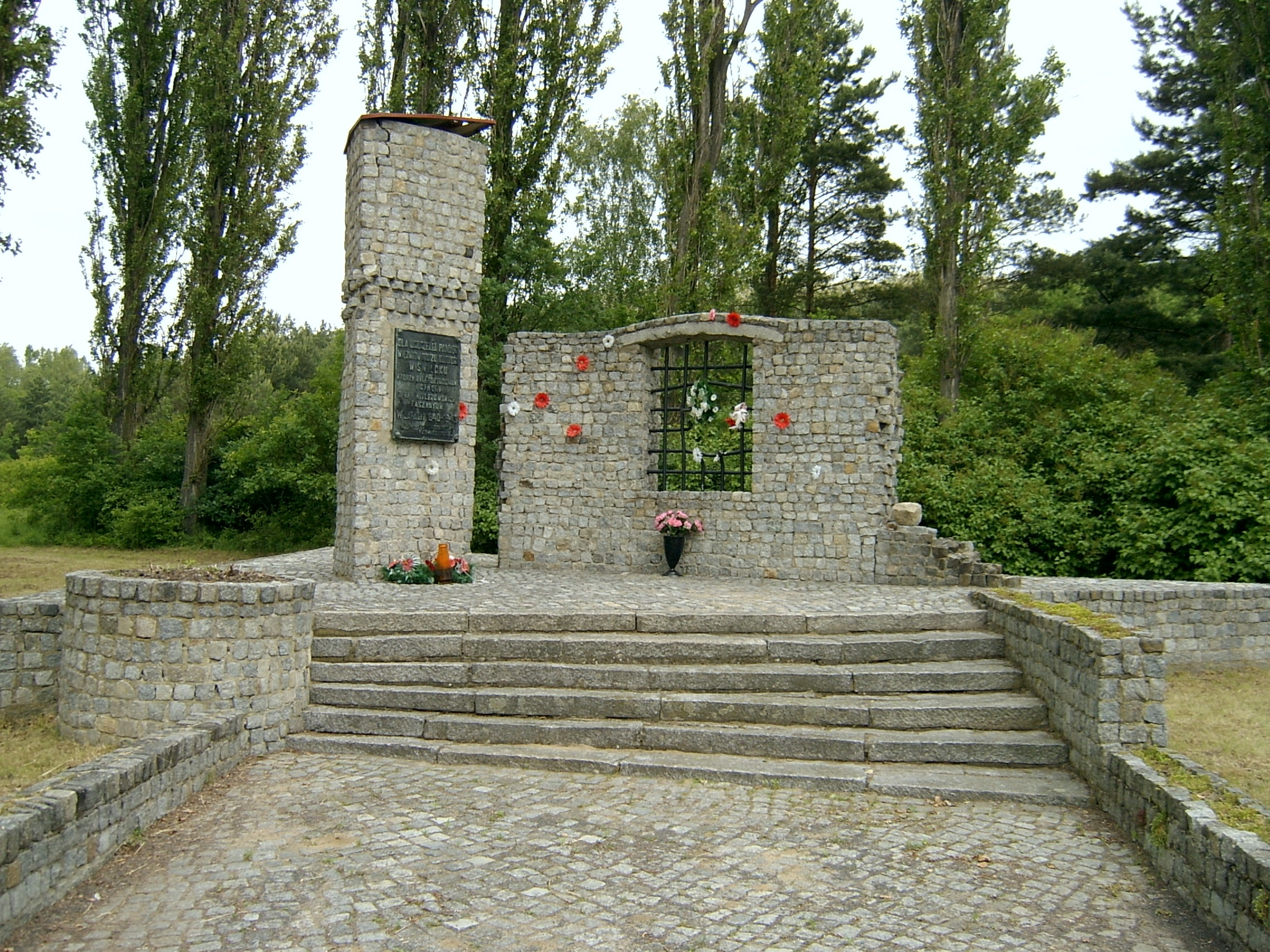
Mémorial du camp d'éducation par le travail de Świecko.

Pendant la Seconde Guerre mondiale, de 1940 à 1945, l'Allemagne nazie a construit un camp d'éducation par le travail Oderblick (« Vue de l'Oder ») près de Schwetig, dans lequel il y avait une moyenne de 480 personnes de différentes nationalités,. Le 3 novembre 1941, en raison du manque d'assainissement et des lourdes conditions de vie apparut rapidement une épidémie de typhoïde et de diarrhée ; le camp a été placé en quarantaine, mais le 7 mai 1942, il est rouvert par déclaration du chef de la Gestapo de Francfort-sur-l'Oder, le SS-Sturmbannführer Reinhard Wolf. À partir du 1er juin 1944, des femmes sont aussi internées dans ce camp.
Occupé par l'Armée rouge le 3 février 1945, le village retourne à la république de Pologne avec la mise en œuvre de la ligne Oder-Neisse après la guerre. La population d'origine allemande est expulsée et remplacée par des Polonais.
De 1975 à 1998, le village appartenait administrativement à la voïvodie de Gorzów. Depuis 1999, il appartient administrativement à la voïvodie de Lubusz.